# MOONLIGHT 抱きしめて!!
MOONLIGHT 抱きしめて!!（ムーンライトだきしめて）は文化放送のラジオ番組。1991年4月8日から1991年10月4日まで放送。NRN系列 全国ネットで放送した。

## 概要
前番組『OH! ZIPANGLE』までは一人のパーソナリティが月曜 - 金曜まで出演していたが、当番組は曜日別パーソナリティとなった。TARAKOが案内役として、月曜 - 金曜のオープニングとエンディングに出演した。
多くのパーソナリティが出演する番組だったことから、フルーツパフェをイメージして「ラジオパフェ」のネーミングが付き、FAXによるリスナーとのネットワークを多用した。
当番組は『OH! ZIPANGLE』に続き、6か月で終了。『青春キャンパス』以来、11年6か月に掛けて続いた花王 一社提供 NRN系列 全国ネット枠は当番組で終了した。
同枠は1991年10月より、放送時間を30分から10分に縮小。『千堂あきほのときめきCRECENDO』→『観月ありさ 全国Radio』と続いた。

## 各曜日パーソナリティ・内容
- 月曜：長野智子、森川由加里、西野妙子
サブタイトルは『女の子だけのY2Gaya2（ワイワイガヤガヤ）トーク』[2]
FAXによるネットワークや街頭での取材から得たデータを基にトークを展開した[2]。
- 火曜：千堂あきほ
サブタイトルは『女の子の、女の子による、女の子のためのチャート』[2]
週替わりのテーマで女子によるベストテンのチャートを作成[2]。
- 水曜：コロッケ、藤沢かずよし
サブタイトルは『コロッケが女子校の先生になる花の水曜日』[2]
全国にFAX100台、女子高校生1000人によるネットワークを使い、女子高生の話題、データなどを得て番組に反映。コロッケは女子校の先生という役柄で、物真似で色々な先生が登場するという内容で進行[2]。
- 木曜：月替わり
男性パーソナリティを各月毎に起用。田原俊彦（4月）、吉田栄作（5月）、KATSUMIらが出演した。
- 金曜：YOU
サブタイトルは『女の子はシンデレラ』[2]
1人の女子に対して、5人の男子が自己アピールをしてお見合いをするという企画。ラジオ版『パンチDEデート』と紹介された[2]。
- 月 - 金曜 案内役：TARAKO

## ネット局・放送時間
- NRN系列 全国33局ネット
- 文化放送
月 - 金曜 23:00 - 23:30 - 『キッチュ!夜マゲドンの奇蹟』に内包

| - STVラジオ - 23:10 - 23:40 - 青森放送 - 23:30 - 24:00 - 岩手放送 - 23:00 - 23:30 - 東北放送 - 24:00 - 24:30 - 秋田放送 - 23:00 - 23:30 - 山形放送 - 23:00 - 23:30 - ラジオ福島 - 23:15 - 23:45 - 新潟放送 - 23:30 - 24:00 - 北日本放送 - 23:30 - 24:00 - 北陸放送 - 23:30 - 24:00 - 福井放送 - 23:00 - 23:30 - 山梨放送 - 23:00 - 23:30 - 信越放送 - 24:00 - 24:30 - 静岡放送 - 24:00 - 24:30 - 東海ラジオ - 24:00 - 24:30 - ABCラジオ - 23:00 - 23:30（『ABCラジオパラダイス』に内包） | - 和歌山放送 - 23:00 - 23:30 - 山陰放送 - 23:00 - 23:30 - 山陽放送 - 23:30 - 24:00 - 中国放送 - 23:30 - 24:00 - 山口放送 - 23:00 - 23:30 - 四国放送 - 23:00 - 23:30 - 西日本放送 - 23:00 - 23:30 - 南海放送 - 23:20 - 23:50 - 高知放送 - 23:00 - 23:30 - 九州朝日放送（KBCラジオ） - 24:30 - 25:00 - 長崎放送 - 23:30 - 24:00 - 熊本放送 - 23:00 - 23:30 - 大分放送 - 23:00 - 23:30 - 宮崎放送 - 23:00 - 23:30 - 南日本放送 - 23:00 - 23:30 - ラジオ沖縄 - 23:00 - 23:30（『ROKヤングシャトル とんでもHAPPEN!』に内包） |